# Thomas Starzl
Thomas Earl Starzl (11. března 1926 Le Mars, Iowa – 4. března 2017 Pittsburgh, Pensylvánie) byl americký chirurg. Byl průkopníkem transplantací orgánů a jedním z nejcitovanějších medicínských výzkumníků dvacátého století.
Jeho předkové pocházeli ze západočeského Věvrova. Starzlův otec Roman Frederick Starzl byl novinář a spisovatel. Thomas se chtěl původně stát knězem, po předčasné smrti matky se však rozhodl pro lékařskou dráhu.
Získal titul Bachelor of Science z biologie na Westminster College ve Fultonu a tituly Ph.D. a doktor medicíny na Severozápadní univerzitě, kde se zaměřil na studium neurofyziologie. Pracoval v Johns Hopkins Hospital a v univerzitní nemocnici v Denveru. Zde se v roce 1963 pokusil jako první na světě o transplantaci jater, kterou však pacient nepřežil. O čtyři roky později už Starzl zvládl první úspěšnou transplantaci jater. Roku 1981 přešel na University of Pittsburgh, kde v roce 1984 jeho tým poprvé transplantoval jedné osobě játra a srdce zároveň. Průlomové byly také jeho experimenty s transplantací ledvin. Věnoval se výzkumu imunosupresiv a zavedl do lékařské praxe takrolimus. Byla mu udělena Laskerova cena, Národní vyznamenání za vědu a Řád svatého Jakuba od meče. Od roku 1971 byl členem Americké akademie umění a věd a od roku 1999 členem American Philosophical Society.
Vydal autobiografickou knihu The Puzzle People: Memoirs Of A Transplant Surgeon. Tjardus Greidanus o jeho životě natočil dokumentární film Burden of Genius. V Pitsburghu byla roku 2018 odhalena Starzlova socha.